# Blåögd sparvduva
Blåögd sparvduva (Columbina cyanopis) är en akut utrotningshotad fågel i familjen duvor som enbart förekommer i Brasilien.

## Utseende och läten
Blåögd sparvduva är en liten (15,5 cm), brunaktig duva. Den är fylligt rostbrun på huvud, hals, bröst, övergump och vingar. Manteln och undersidan är ljusare, med vit undergump och vitaktig strupe. På vingarna syns mörkblå fläckar och mörkbruna yttre handpennor. Stjärten är svartaktig. Näbben är svart med grått vid näbbroten, fötterna skära och kring det blå ögat (som gett arten dess namn) syns grå bar hud. Lätet är okänt.

## Utbredning och status
Fågelns tidigare utbredningsområde har varit södra och centrala Brasilien. Länge befarades arten var utdöd eftersom den inte observerats i det vilda sedan 1941. 2016 observerades dock tolv individer i ett litet område i cerradon i Minas Gerais, i sydvästra Brasilien. Därefter har den påträffats på ytterligare tre platser. 
Världspopulationen bedöms vara mycket liten, under 250 vuxna individer, och dessutom kraftigt fragmenterad. Den tros också minska i antal till följd av kraftig habitatförlust i området. Internationella naturvårdsunionen IUCN kategoriserar därför arten som akut hotad.